# Нагольная (приток Полной)
Наго́льная — река в Ростовской области России, правый, и второй по величине приток реки Полной (бассейн Дона). Длина — 44 км. Площадь бассейна — 316 км².

## Течение
Нагольная берёт начало у хутора Каменная Балка Чертковского района Ростовской области. Высота истока — 190 м над уровнем моря. Постоянный ток воды начинается от села Карповка. Течёт вначале на юго-запад, до хутора Петровского, где поворачивает на юг. Впадает в реку Полную у хутора Афанасьевского Миллеровского района Ростовской области. Протекает в приграничных (с Украиной) территориях, по территории Миллеровского и Чертковского районов Ростовской области.
Правый берег высокий, левый пологий. Основные притоки-балки — левые. Часть бассейна расположена на территории Луганской области Украины.

## История
Река упоминается в Статистическом описании земли Донских Казаков составленного в 1822—32 годах:

Речки, сообщающие воды Северскому Донцу: с левой стороны: 9) Деркуль, в который впадают Полная и Прогной; первая принимает в себя Рогалик, Нагольную, Камышную и Журавку.
— Глава III. Воды

## Населённые пункты
- х. Каменная Балка
- с. Карповка
- сл. Никаноровка
- х. Петровский
- х. Новоалександровский
- сл. Нижненагольная
- х. Афанасьевский